# Václav Hollar
Václav Hollar (Praga, 13 de julho de 1607 – Londres, 25 de março de 1677) foi um prolífico e talentoso artista gráfico boêmio do século XVII, que passou grande parte de sua vida na Inglaterra. Ele é conhecido pelos falantes de alemão como Wenzel Hollar; e para falantes de tcheco como Václav Hollar Tcheco: [vaːtslav ˈɦolar]. Ele é particularmente conhecido por suas gravuras. Ele nasceu em Praga, morreu em Londres e foi enterrado na Igreja de St Margaret, em Westminster.

## Juventude
Depois que sua família foi arruinada pelo Saque de Praga na Guerra dos Trinta Anos, o jovem Hollar, que estava destinado à profissão de advogado, decidiu se tornar um artista. As primeiras obras que chegaram até nós datam de 1625 e 1626; são pratos pequenos, e um deles é uma cópia de uma "Virgem com o Menino" de Dürer, cuja influência no trabalho de Hollar sempre foi grande. Em 1627 ele estava em Frankfurt, onde foi aprendiz do renomado gravador Matthäus Merian. Em 1630 ele viveu em Estrasburgo, Mainz e Koblenz, onde Hollar retratou as cidades, castelos e paisagens do Vale do Médio Reno. Em 1633 mudou-se para Colônia.
Foi em 1636 que ele atraiu a atenção do famoso nobre e colecionador de arte Thomas Howard, 21º Conde de Arundel, então em missão diplomática na corte imperial do Imperador Fernando II. Empregado como desenhista, ele viajou com Arundel para Viena e Praga. Em Colônia em 1635, Hollar publicou seu primeiro livro. Em 1637 ele foi com Arundel para a Inglaterra, onde permaneceu na casa do conde por muitos anos.

Panorama de Praga em 1636

## Vida na Inglaterra
Embora tenha permanecido um artista a serviço de Lord Arundel, ele parece não ter trabalhado exclusivamente para ele, e após a morte do conde em Pádua em 1646, Hollar ganhava a vida trabalhando para vários autores e editores, que foi depois seu principal meio de distribuição. Após a morte de Lord Arundel em 1646, provavelmente a pedido de Hendrik van der Borcht, ele gravou uma impressão comemorativa feita a partir de um desenho de Cornelius Schut em homenagem a Arundel, dedicado a sua viúva Aletheia. Arundel está sentado melancólico em sua tumba em frente a um obelisco (talvez em homenagem ao obelisco de Domiciano que ele tentou importar de Roma) e cercado por obras de arte e suas personificações.
Em 1745, George Vertue prestou homenagem à associação deles na vinheta que publicou na página um de sua Descrição das Obras do Engenhoso Delineador e Gravador Wenceslaus Hollar. Ele apresentava um busto de Arundel na frente de uma pirâmide, simbolizando a imortalidade, cercado por livros ilustrados e os instrumentos do ofício de Hollar.
Durante seu primeiro ano na Inglaterra, ele criou "View of Greenwich", mais tarde publicado por Peter Stent, o vendedor de impressões. Com quase 3 pés (0,9 m) de comprimento, ele recebeu trinta xelins pelo prato, uma pequena fração de seu valor presente. Depois, fixou o preço de seu trabalho em quatro pence a hora e mediu seu tempo com um vidro de areia. Em 4 de julho de 1641, Hollar casou-se com uma dama de companhia com a condessa de Norfolk. Seu nome era Tracy; eles tiveram dois filhos. Arundel havia deixado a Inglaterra em 1642, e Hollar passou para o serviço do duque de York, levando consigo sua jovem família.

### Guerra Civil Inglesa
Hollar continuou a produzir obras prolificamente durante a Guerra Civil Inglesa, mas isso afetou negativamente sua renda. Com outros artistas monarquistas, notadamente Inigo Jones e William Faithorne, o gravador, ele resistiu ao longo e agitado cerco de Basing House, e como havia cerca de cem placas datadas de sua mão durante os anos de 1643 e 1644, ele deve ter voltado seu lazer forçado para bom propósito. Uma gravura datada de 1643 e intitulada civilis seditio resume a guerra com uma cobra com uma cabeça em cada extremidade puxando em direções opostas na frente das pirâmides de Gizé e esfinge. Hollar tirou seu cenário, provavelmente simbolizando valores de prazo mais longo, diretamente de uma gravura publicada em Relation of a Journey, de George Sandys, iniciada em An. Dom 1610.

Visão longa de Londres de Bankside, 1647

Hollar juntou-se ao Regimento Realista e foi capturado pelas forças parlamentares em 1645 durante o cerco de Basing House. Depois de um curto período de tempo, ele conseguiu escapar. Em Antuérpia, em 1646, ele se encontrou novamente com o Conde de Arundel. Durante este período de agitação das Guerras Civis, ele trabalhou em Antuérpia, onde produziu muitas de suas obras mais conhecidas, incluindo paisagens urbanas holandesas, marinhas, representações da natureza, seus "muffs" e "conchas". Em 1652 ele retornou a Londres e viveu por um tempo com Faithorne perto de Temple Bar.

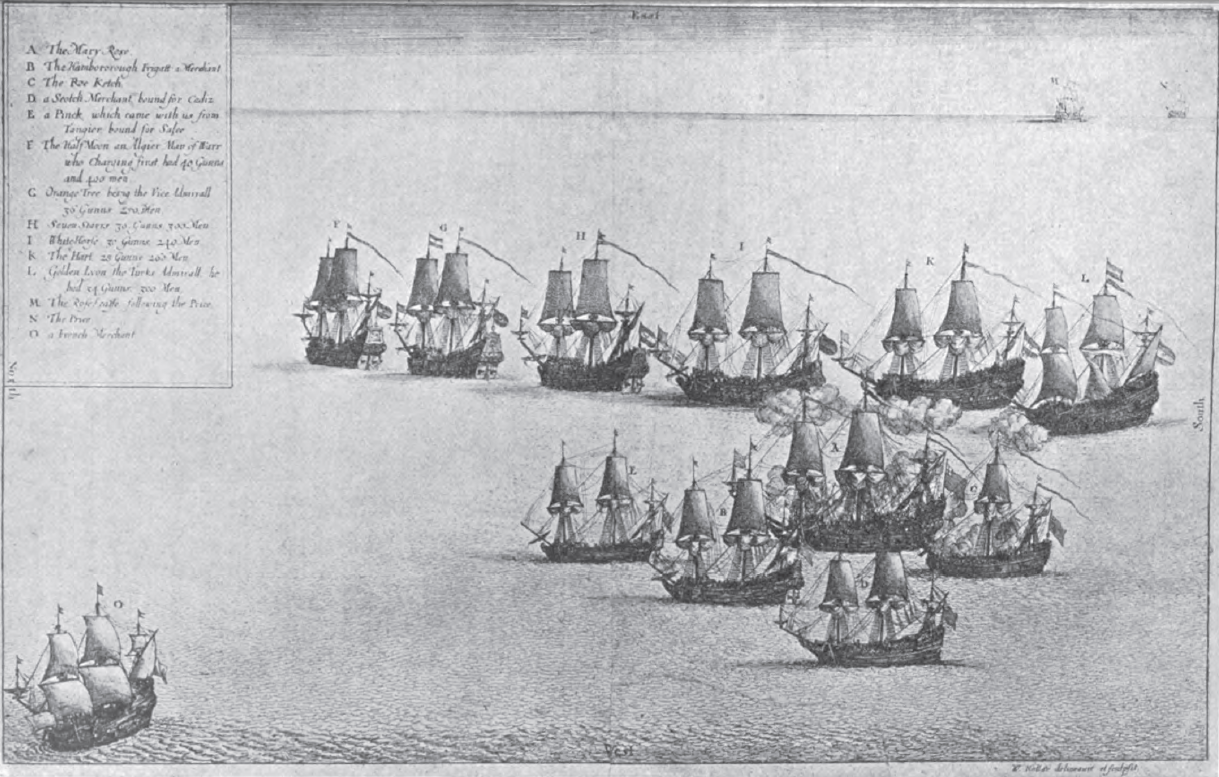
Descrição de Hollar do combate do Mary Rose

Nos anos seguintes, muitos livros foram publicados por ele ilustrados: Virgil e Homer de John Ogilby, Juvenal de Robert Stapylton, e Warwickshire, St Paul's e Monasticon (parte um) de William Dugdale. No entanto, seu trabalho para os livreiros foi mal pago, e as encomendas de Hollar diminuíram, pois o Tribunal não comprou mais suas obras após a Restauração. Durante esse tempo, ele também perdeu seu filho, que tinha a reputação de ter talento artístico, para a praga.
Após o Grande Incêndio de Londres, ele produziu algumas de suas famosas "Vistas de Londres"; e pode ter sido o sucesso dessas placas e outras paisagens urbanas, como sua Grande Vista de Praga de 1649, que induziu o rei a enviá-lo, em 1668, a Tânger, para desenhar a cidade e os fortes. Durante seu retorno à Inglaterra, um combate desesperado e bem-sucedido foi travado por seu navio, o Mary Rose, sob o capitão John Kempthorne, contra sete navios de guerra argelinos; uma batalha que Hollar gravou para a Africa de Ogilby, publicada em 1670.
Ele viveu oito anos após seu retorno, ainda produzindo ilustrações para livreiros e continuando a produzir obras bem-conceituadas até sua morte, por exemplo, uma grande placa de Edimburgo datada de 1670. Ele morreu em extrema pobreza, suas últimas palavras registradas sendo um pedido aos oficiais de justiça que não levassem embora a cama em que ele estava morrendo. Hollar foi sepultado em uma tumba na Igreja de St Margaret, Westminster.

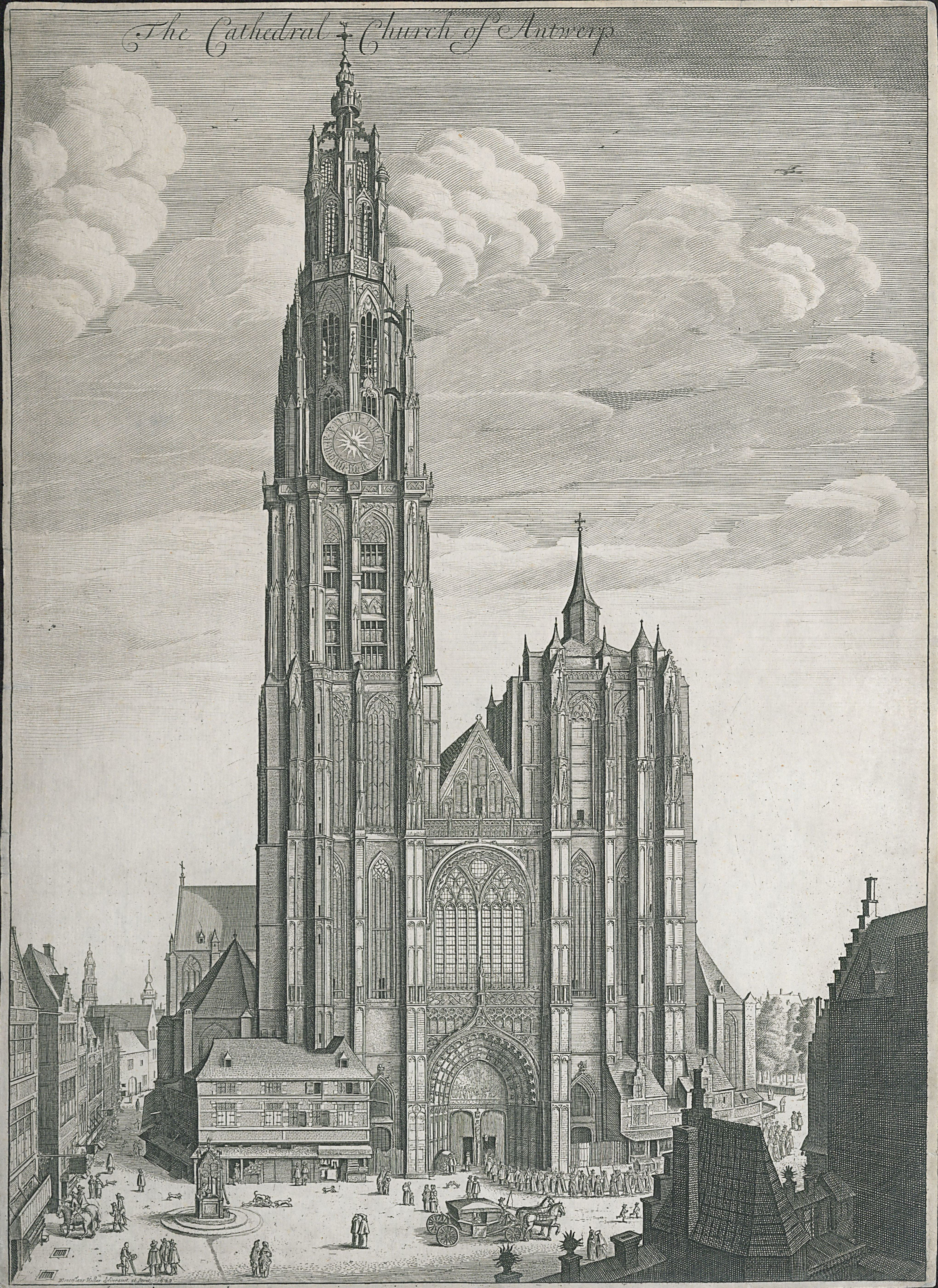
Catedral de Nossa Senhora de Antuérpia

## Trabalhos
Hollar foi um dos melhores e mais prolíficos artistas de sua época. Seu trabalho inclui cerca de 400 desenhos e 3 000 gravuras. Hollar produziu uma variedade de obras. Suas placas numeram cerca de 2 740 e incluem vistas, retratos, navios, temas religiosos, temas heráldicos, paisagens e naturezas mortas em muitas formas diferentes. Exemplos da complexidade e escala de seus projetos incluem a Portuguese Genealogy de oito placas e a série de insetos de 12 placas publicada como Muscarum Scarabeorum Vermiumque varie figure. Seus desenhos arquitetônicos, como os das catedrais de Antuérpia e Estrasburgo, e suas vistas das cidades, são em escala, mas também pretendem ser imagens.

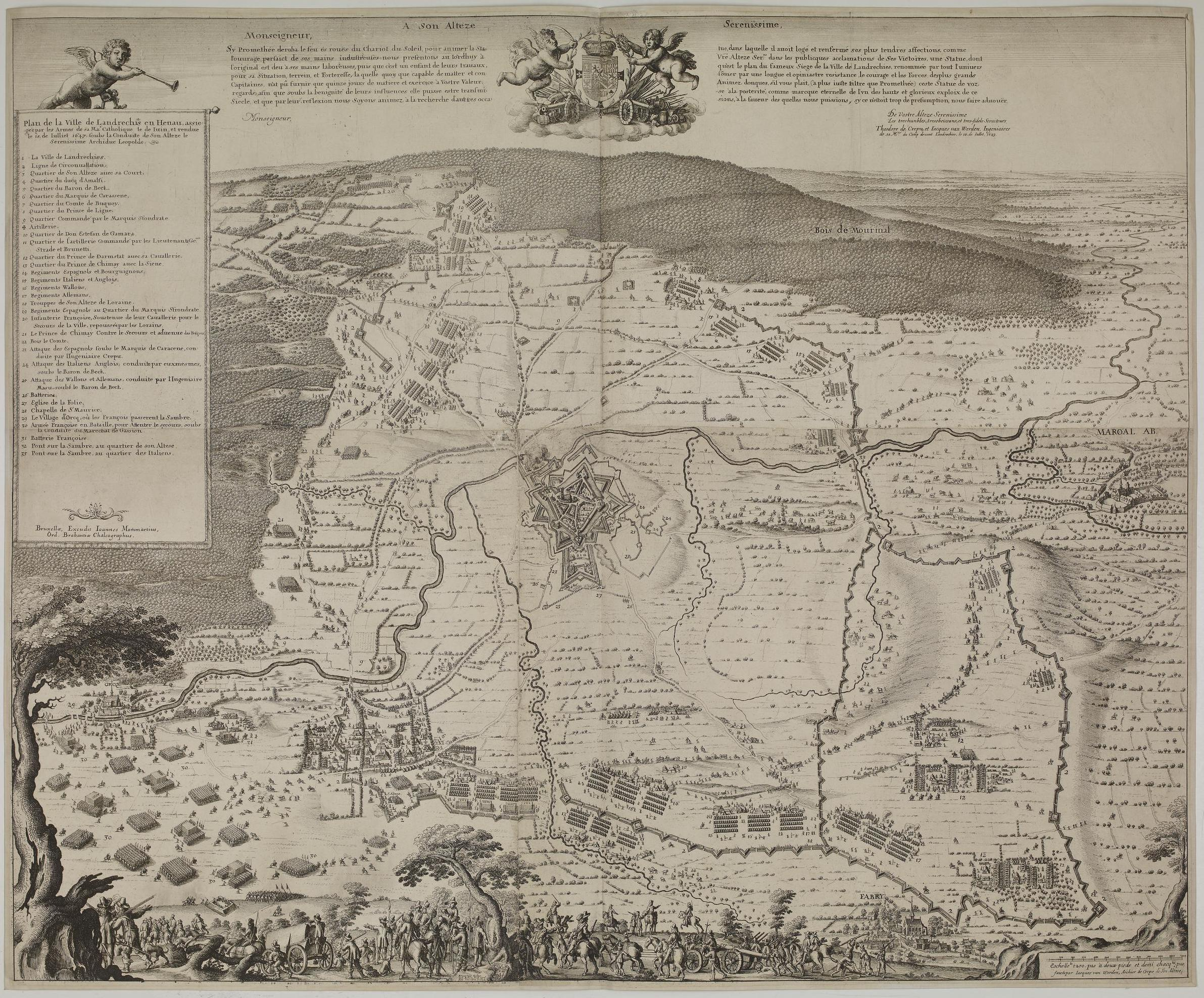
Landrecies

Uma das figuras mais famosas de Hollar é uma imagem da Catedral de Nossa Senhora de Antuérpia, datada de 1649. A decoração figurativa viva da obra, típica do estilo de Hollar, inclui uma procissão em direção à entrada da catedral, uma carruagem puxada por cavalos, transeuntes e cachorros em uma praça em frente à igreja. A imagem da catedral de Antuérpia foi exibida em 2013 no Palácio Lobkowicz durante a exposição da Biblioteca Lobkowicz "Arquitetura na Obra de Peter Paul Rubens e Vaclav Hollar".
Hollar era conhecido por seus trabalhos topográficos e seus mapas. Muitas vezes, eram feitos após projetos de outros artistas. Ele fez alguns mapas de combates militares que foram desenhados pelo artista e cartógrafo flamengo Jacob van Werden. Um exemplo é o Cerco de Landrecies datado de 1648, que é uma gravura em quatro placas em quatro folhas de papel unidas. Compreende uma planta da cidade de Landrecies, com o Bois de Mourinal no canto superior direito, enquanto está sob cerco de Leopoldo Guilherme da Áustria em 1647. Algumas das tropas do duque são mostradas sob uma árvore em primeiro plano, com carroças e armas. A impressão também oferece uma visão esquemática dos vários regimentos e forças sob vários comandantes e suas posições na cidade. No primeiro plano à esquerda, o exército francês pode ser visto se aproximando para atacar as forças do arquiduque.

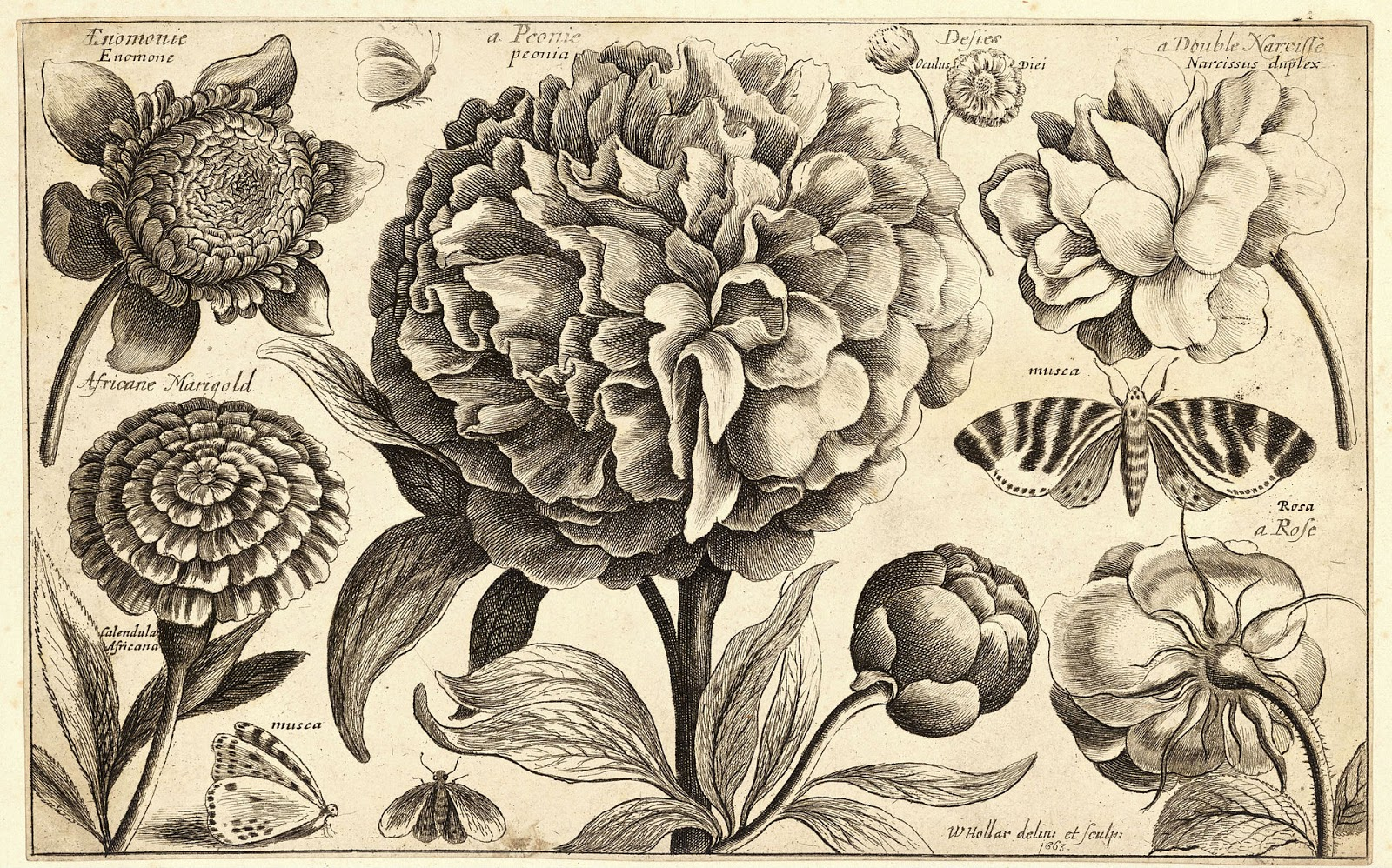
Peônia

Coleções de trabalho de Hollar são mantidos no Museu Britânico, em Londres, a sala de impressão no Castelo de Windsor, a Biblioteca Fisher na Universidade de Toronto, e a Galeria Nacional de Praga. As obras de Hollar foram catalogadas pela primeira vez em 1745 por George Vertue, com uma segunda edição em 1759. As gravuras foram posteriormente catalogadas em 1853 por Gustav Parthey e em 1982 por Richard Pennington. Um novo catálogo ilustrado completo foi publicado na série alemã New Hollstein. Muito do trabalho de Hollar está disponível online na Universidade de Toronto em sua coleção digital Wenceslaus Hollar. A Biblioteca Folger Shakespeare também possui cerca de 2 000 gravuras, desenhos e outras obras de Hollar.
Uma placa de cobre original muito rara produzida por Hollar sobreviveu, uma gravura da cidade de Kingston upon Hull em Yorkshire, e está guardada na Biblioteca Britânica.
Hollar gravou um livro de fantasias intitulado Livre curieux contenant la naifve representation des habits des femmes des diverses parties du monde comme elles s'habillent a present (Livro divertido contendo a representação simples das roupas de mulheres de diferentes partes do mundo como elas se vestem agora) O livro inclui uma série de 28 placas representando o traje de mulheres comuns, principalmente de países europeus, a partir do século XVII. O livro foi publicado em 1662 em Paris por Baltazar Moncornet.

## Legado
A Výtvarná škola Václava Hollara (Escola Secundária de Arte Wenceslaus Hollar), uma Escola Secundária de Artes e Escola Superior de Arte em Praga, leva o seu nome.